# Fulvio Suvich
Fulvio Suvich (* 23. Jänner 1887 in Triest, Österreich-Ungarn; † 5. September 1980 in Triest, Italien) war ein italienischer Politiker und Diplomat in der Zeit des Faschismus. Er war Staatssekretär des Äußeren (1932–36) und Botschafter in Washington (1936–38).

## Leben
Er entstammte einer jüdischen Familie aus Triest und wuchs in dieser damals wichtigsten Hafenstadt der Habsburgermonarchie auf. Als Jugendlicher lernte er den dort lebenden irischen Schriftsteller James Joyce kennen, bei dem er Englischunterricht nahm. Später studierte er Rechtswissenschaft an der Universität Graz. Dort wurde er Anführer einer Gruppe von Studenten, die sich für die Errichtung einer italienischsprachigen Universität in Triest einsetzten. Dies kam jedoch nicht zu Stande und Suvich verlor immer mehr seine Loyalität zum habsburgischen Vielvölkerstaat und näherte sich politisch dem italienischen Irredentismus. Bei Ausbruch des Ersten Weltkrieges floh er aus seiner Heimatstadt und schloss sich freiwillig der italienischen Armee an, die ab 1915 gegen Österreich-Ungarn kämpfte. Suvich nahm an den Isonzoschlachten bei Görz und Bainsizza teil sowie an Kämpfen im Trentino.
Nach Ende des Krieges kehrte er nach Triest zurück, das nun Teil des Königreichs Italien geworden war. Gemeinsam mit seinem Jugendfreund Paolo Cuzzi, ebenfalls Jurist, eröffnete er dort eine Anwaltskanzlei, die bald namhafte Triestiner Wirtschaftsunternehmen zu ihren Klienten zählte, etwa die Sparkasse Triest (Cassa di Risparmio) und den Versicherungskonzern RAS (Riunione Adriatica di Sicurtà). Daneben engagierte er sich weiter politisch und trat der nationalistischen Partei bei. In seiner Heimatstadt, wo es noch gegen Ende des Krieges zu kommunistischen Arbeiteraufständen gekommen war (Jännerstreik), gründete Suvich nun eine antibolschewistische Liga. Im Zuge der Grenzstreitigkeiten mit dem neugegründeten SHS-Staat kam es immer mehr zu Konflikten zwischen der italienischen Bevölkerung und den slowenischen und kroatischen Bewohnern von Triest und dessen Umland. Nachdem Dalmatien mit Ausnahme der Stadt Zara und einiger Inseln entgegen den Erwartungen der Irredentisten zum Königreich Jugoslawien kam, näherten sich viele italienische nationalistische Intellektuelle dem Faschismus, darunter Attilio Tamaro, der Historiker Francesco Salata und Fulvio Sulich. Diese waren es auch, die eine tiefgehende Abneigung gegen alles Slawische entwickelten und den Keim zur späteren „slavofobia“ erst in die faschistische Bewegung brachten.
Im Jahr 1921 wurde Sulich auf einer faschistischen Wählerliste als Triestiner Abgeordneter ins Parlament in Rom gewählt. Dort beschäftigte er sich mit den Themenbereichen Finanz- und Wirtschaftspolitik. 1923 fusionierte seine Fraktion mit dem Partito Nazionale Fascista von Benito Mussolini. Im Jahr 1926 berief ihn Mussolini als Unterstaatssekretär im Finanzministerium in die Regierung.
Anfang 1934 hoffte Engelbert Dollfuß auf italienische Unterstützung bei der Aufrechterhaltung der österreichischen Unabhängigkeit gegenüber Deutschland. Suvich forderte dafür als Mussolinis Beauftragter für die Österreichfrage die Ausschaltung der Sozialdemokratie und die Umgestaltung Österreichs nach faschistischem Vorbild.